# Ectinosoma barroisi
Ectinosoma barroisi is een eenoogkreeftjessoort uit de familie van de Ectinosomatidae. De wetenschappelijke naam van de soort is voor het eerst geldig gepubliceerd in 1893 door Richard.